# 鳥取市立桜ヶ丘中学校
鳥取市立桜ヶ丘中学校（とっとりしりつ さくらがおかちゅうがっこう）は、鳥取県鳥取市桜谷にある公立中学校。

## 概要
校区は、面影小学校、米里小学校、津ノ井小学校、若葉台小学校の通学区域となっている。

## 沿革
- 1980年（昭和55年）4月1日 - 鳥取市国府町中学校組合立邑法第一中学校のうち鳥取市側の分割により設立。
  - なお、国府町側は国府町立大成中学校と統合し、国府町立国府中学校（現・鳥取市立国府中学校）を設立。

## 通学区域
- 面影小学校校区
  - 大杙（東扇町を除く）、面影一丁目、面影二丁目、雲山（西日本旅客鉄道因美線以東）、桜谷（桜ヶ丘団地を除く）、正蓮寺、新、東今在家（東今在家団地を除く）パークタウン
- 津ノ井小学校校区
  - 海蔵寺、紙子谷、桂木、香取、生山、杉崎、津ノ井、南栄町、祢宜谷、広岡、船木
- 米里小学校校区
  - 雲山（西日本旅客鉄道因美線以西）、越路、古郡家、中大路、西大路、東大路、久末、美和
- 若葉台小学校校区
  - 若葉台北一丁目、若葉台北二丁目、若葉台北三丁目、若葉台北四丁目、若葉台北五丁目、若葉台北六丁目、若葉台南一丁目、若葉台南二丁目、若葉台南三丁目、若葉台南四丁目、若葉台南五丁目、若葉台南六丁目、若葉台南七丁目